# Tượng Čumil
Tượng Čumil (tiếng Slovakia: Čumil (socha), phát âm tiếng Slovak: [ˈtʂu.mil]) là một trong những bức tượng nổi tiếng nhất ở thủ đô Bratislava của Slovakia, tọa lạc ở điểm giao nhau của các phố Laurinská, Panská và Rybárska brána. Bức tượng là một trong những điểm thu hút lớn nhất ở trung tâm thành phố, là một trong những bức tượng được chụp ảnh nhiều nhất ở Bratislava.

## Lịch sử
Tác giả của tượng Čumil là nhà điêu khắc, họa sĩ hàn lâm, nghệ sĩ đồ họa và nghệ nhân Viktor Hulík. Bức tượng là một tác phẩm điêu khắc bằng đồng, được lắp đặt vào ngày 26 tháng 7 năm 1997 tại một sự kiện gọi là tiệc Korzo. Sự kiện này được tổ chức để kỷ niệm việc cải tạo và sửa chữa khu vực dành cho người đi bộ. Bữa tiệc có sự hiện diện của Tổng thống Slovakia Michal Kováč và 30.000 người tham dự. Hai bức tượng Đức Quốc xã Schöne và người lính Napoléon cũng được lắp đặt trong sự kiện này.
Nhiều phương tiện truyền thông ở nước ngoài dùng từ nhầm lẫn khi đề cập đến bức tượng, ví dụ: čumila (nghĩa là người lính). Chính tác giả Viktor Hulík đã bác bỏ ý kiến Čumil là một người lính đang đội chiếc mũ sắt trên đầu, và nói rằng Čumil chỉ là một người Bratislava bình thường với tính cách tò mò.